# Czeremchów (obwód lwowski)
Czeremchów (ukr. Черемхів) – wieś na Ukrainie w rejonu stryjskiego (do 2020 roku w rejonie żydaczowskim) obwodu lwowskiego.

## Historia
Pod koniec XIX w. wieś w powiecie bóbreckim. 
W II Rzeczypospolitej w powiecie bóbreckim województwa lwowskiego. W marcu 1944 r. nacjonaliści ukraińscy z OUN - UPA zamordowali tutaj 10 Polaków.